# San José, Costa Rica
San José este capitala și cel mai mare oraș al Costa Ricăi, fiind de asemenea și capitala Provinciei San José. Localitatea este situată în centrul țării, la 9°56′N 84°5′V / 9.933°N 84.083°V. San José se află pe un platou muntos, la o altitudine de 1 170 metri față de nivelul mării.
Conform recensământului din anul 2000, orașul avea o populație de 309 672 locuitori în cantonul San José: partea finală a secolului al XX-lea a fost o perioadă de creștere rapidă, avându-se în vedere că în anul 1950 populația număra doar 86 900 locuitori. Suprafața metropolitană a San José depășește limitele cantonului și cifra 1 000 000 de locuitori. 

## Personalități născute aici
- Aquileo Echeverría (1866 - 1909), scriitor, om politic;
- Max Jiménez (1900 - 1947), scriitor;
- Franklin Chang-Diaz (n. 1950), astronaut american;
- Laura Chinchilla (n. 1959), președinte al statului;
- Ana Istarú (n. 1960), actriță, scriitoare;
- Rodrigo Chaves Robles (n. 1961), politician;
- Sandra Cauffman (n. 1962), fizician;
- Bryan Ruiz (n. 1985), fotbalist;
- Bartosz Brenes (n. 1989), producător muzical.

Coordonate: 9° 55′ 29" N, 84° 4′ 41" W
1. ↑   https://www.nacion.com/el-pais/politica/este-es-diego-miranda-el-historiador-y-zapoteno-de/5BOF4FQFS5FPPNLMEREXL2E4LM/story/ Lipsește sau este vid: |title= (ajutor)